# Choaspes xanthopogon
Choaspes xanthopogon (лат.) — бабочка из семейства толстоголовок.

## Описание
Вид крупный. Длина переднего крыла 22-27 см. У самцов чёрные усики, подкрылье коричневое, иногда тёмно-коричневая, прикорневые волоски зелёные и немного голубоватые в конце крыла. У самок — тело узкое, схожее с телом самцов. но с более сероватыми подкрыльем.

## Распространение
Впервые вид был описан австрийским энтомологом Винценцо Колларом, в 1844 году. Встречается в Индии, вдоль Гималаев, от Кашмира до Непала, от Сиккиме до Ассам, в Мьянме, западном Китае и возможно в Калимантане.

## Статус
Лепидоптеролог Гарри Уильям Эванс писал, что таксон similis встречается очень редко.